# Ebern
Ebern är en stad i Landkreis Haßberge i Regierungsbezirk Unterfranken i förbundslandet Bayern i Tyskland.
Stadenen ingår i kommunalförbundet Ebern tillsammans med köpingen Rentweinsdorf och kommunen Pfarrweisach.